# فرایند ایمز
فرایند ایمز (انگلیسی: Ames process) فرایندی جهت تولید فلز اورانیوم به صورت خالص است که از ترکیب یک هالید اورانیوم(معمولاً اورانیوم تترافلورید) با آلومینیوم و یا منیزیم به صورت پودر فلزی تشکیل شده است. این روش نخستین بار توسط تیمی از شیمیدانان به سرپرستی 
هارلی ویلهلم و فرانک اسپدینگ در اوت سال ۱۹۴۲ و در طی پروژه منهتن در آزمایشگاه ایمز انجام گرفت.